# Ян Артюс-Бертран
Ян Артюс-Бертран (фр. Yann Arthus-Bertrand; нар. 13 березня 1946, Париж) — французький фотограф, фотожурналіст, кавалер ордену Почесного легіону і володар безлічі нагород. Засновник і глава фотоагентства Altitude, засновник фонду GoodPlanet. Режисер екологічного фільму Дім (Home) (спільна робота з Люком Бессоном).
Отримав світову популярність завдяки серії фотографій різних куточків Землі, які було знято з повітря: проєкт «Земля, побачена з неба» (англ. Earth from the Air; 1995). Він зробив 500 тисяч фотографічних портретів і аерофотографій у більш ніж 100 країнах світу; проведено понад 100 безплатних open-air виставок, на яких побували понад 100 млн відвідувачів. Фотографував десять Париж-Дакар ралі. Фотографії Артюса-Бертрана публікували у таких журналах, як Paris Match, Geo, Life, National Geographic.

## Біографія
Закінчив акторський факультет Паризької школи мистецтв. Чотири роки працював в кіноіндустрії — спочатку помічником директора, потім актором (зіграв у фільмі «Скажи мені, хто ти» з Мішель Морган). У 21 рік несподівано виїхав спочатку до гори Оверін (сторож в заповіднику), а в 1976 у Кенію (біолог в заповіднику Масаї-Мара) — саме тут він зробив свою першу «повітряну» фотографію з вертольота.
Повернувшись до Парижу, Ян почав роботу фотожурналіста, спеціалізуючись на спорті, пригодах і природі.
У 1989 організував змагання серед ста найкращих французьких фотографів «3 дні у Франції».
У 1991 створив власне фотоагентство Altitude і повернувся до аерографії — знімання з повітряної кулі та вертольота.
У 1994 почав ретельне дослідження про стан Землі під егідою ЮНЕСКО. У рамках дослідження, він зробив інвентаризацію найкрасивіших пейзажів у світі, які було зроблено з вертольотів і повітряних куль. Книгу з цього проєкту Земля зверху («La Terre Vue du Ciel») продано понад 3 мільйонів копій і була переведена на 24 мови.
У 2003 почав працювати над проєктом «Інші шість мільярдів» і відправив трьох операторів в різні країни для зустрічей з людьми, що живуть в місцях, які він фотографував з повітря.
1 липня 2005 року заснував міжнародну екологічну організацію GoodPlanet, а також програму Action Carbone, щоб компенсувати власні викиди парникових газів, спричинені його вертолітними перевезеннями. Відтоді ця програма розвинулася, щоб допомогти людям і компаніям зменшити та компенсувати їхній вплив на клімат, фінансуючи проєкти з відновлюваних джерел енергії, енергоефективності та лісовідновлення.

## Фільмографія
- 2003 — 7 milliards d'Autres / 7 billion Others
- 2006—2011 16 серійний серіал про нашу Землю — EARTH FROM ABOVE / VU DU CIEL
- 2009 — документальний фільм «Дім» — результат спільної творчості Яна Артюса-Бертрана і Люка Бессона. Мальовничі краєвиди Землі з висоти пташиного польоту супроводжуються розповіддю про екологічну катастрофу, що загрожує планеті. Фільм у прокаті виходив коротшою і довшою версією, і коротка версія має український дубляж.
- 2011 — FORESTS AND PEOPLE / DES FORÊTS ET DES HOMMES
- 2012 — A THIRSTY WORLD (La soif du monde) / LA SOIF DU MONDE
- 2012 — Planet Ocean — в цьому Яну Артюсу-Бертрану допоміг Michael Pitiot.
- 2014 — MÉDITERRANÉE, NOTRE MER À TOUS
- 2015 — ALGERIA FROM ABOVE / L'ALGERIE VUE DU CIEL
- 2015 — Human.
- 2016 — Terra

## Книги
У світі продано 3 млн книг з його фотографіями. Артюс-Бертран випустив близько 60 книг з фотографіями, зробленими з висоти. Найвідоміші:
- «Леви» (1981) — перша книга Артюса-Бертрана, в якій використовувалися фотографії з повітряної кулі;
- «3 дні у Франції» (1989) — збірник робіт ста найкращих французьких фотографів;
- «365 днів: Земля з висоти» (2000).